# Люгде
Люгде (нім. Lügde) — місто в Німеччині, знаходиться в землі Північний Рейн-Вестфалія. Підпорядковується адміністративному округу Детмольд. Входить до складу району Ліппе.
Площа — 88,61 км2. Населення становить 9235 ос. (станом на 31 грудня 2020).